# Rio Grande Southern Railroad

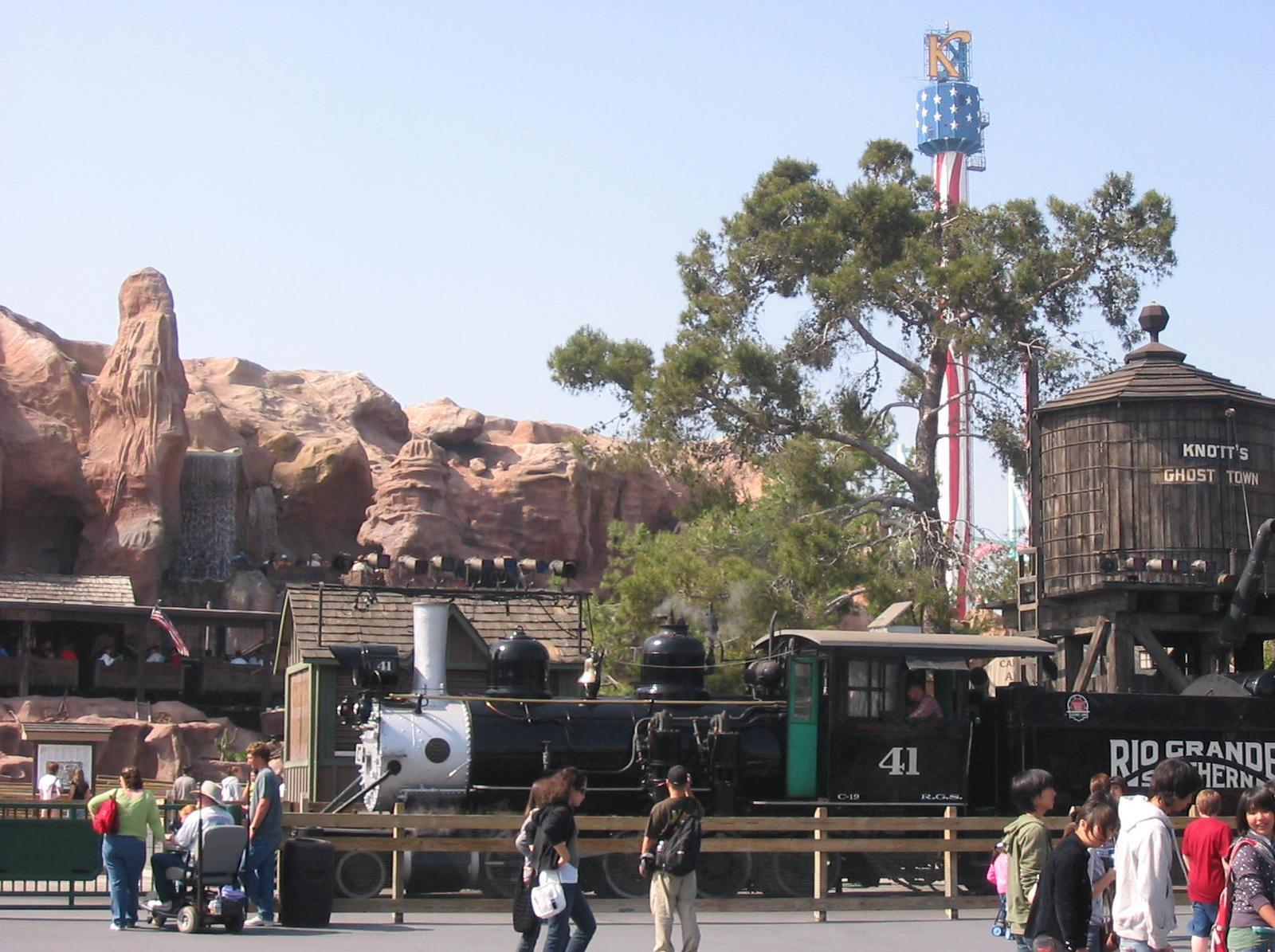
RGS C19 #41 (Knott’s Berry Farm)

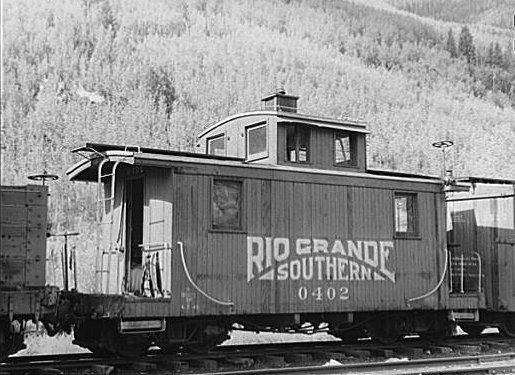
RGS Caboose #0402, 1940

Die Rio Grande Southern Railroad (RGS) war eine Schmalspurbahnlinie, die zwischen Durango und Ridgway im westlichen Teil des US-Bundesstaates Colorado verkehrte.
Die RGS, die zwischen 1890 und 1952 bestand, war vor allem für ihre eigenwilligen Fahrzeuge bekannt, die sogenannten Galloping Geese, eine Art Kreuzung aus Auto und Eisenbahnwaggon.

## Geschichte

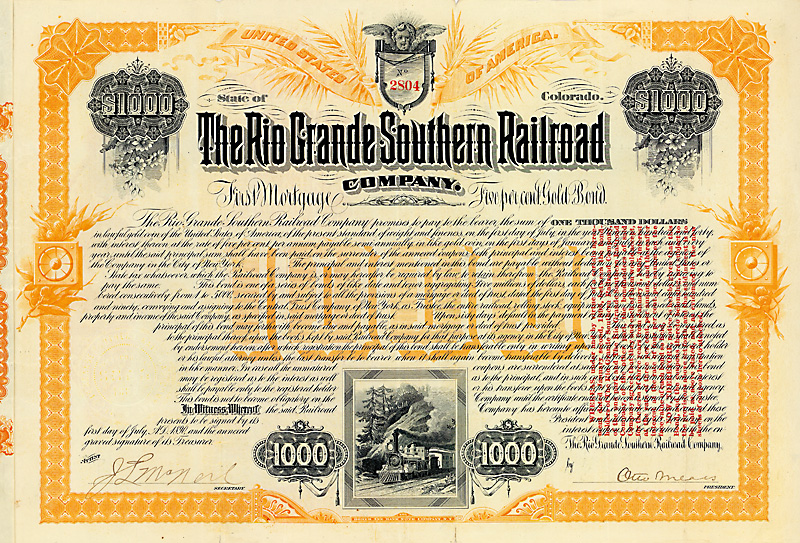
Goldbond über 1000 $ der Rio Grande Southern Railroad Company vom 1. Juli 1890

Die Gesellschaft wurde 1889 gegründet und bereits zwei Jahre später war die 280 km lange Strecke über vier Pässe fertiggestellt. Die Hoffnung, vom Silberboom zu profitieren, erwies sich nach der Rücknahme des Silver Purchase Act als trügerisch. Die Bahn musste aufgrund der für den Bau aufgenommenen Kredite Konkurs anmelden. 1893 übernahm deshalb die Denver and Rio Grande Railroad die Führung der Gesellschaft. Sie bestand als separates Unternehmen auf dem Papier weiter, wurde jedoch de facto als eine Abteilung der D&RG betrieben. Während ihres gesamten Bestehens konnten nie genug Einnahmen erzielt werden, um die Anleihen zu verzinsen oder eine Dividende zu zahlen. 1942 wurde die Gesellschaft durch die Defense Supplies Corporation gekauft, da die Strecke für den Transport von Uran aus den Minen bei Vanadium benötigt wurde. 
In der Folgezeit wurden die ohnehin schon schlechte Lage der Bahn durch Überflutungen und Auswaschungen und Verlusten von wichtigen Kunden noch schlimmer, sodass am 27. Dezember 1951 der letzte Zug auf der Strecke fuhr.

## Strecke
Die Strecke verlief über den Dallas Divide westlich von Ridgway über Placerville und über den Lizard Head Pass (10.222 Fuß=3116 m) nördlich von Rico.  Das berühmteste Bauwerk der Strecke war der Ophir Loop nahe Ophir. Dort war die Strecke in einem engen Gebirgstal in mehreren Kreiskehrschleifen über mehrere große Trestle-Brücken geführt worden, um Höhe zu gewinnen. Danach verliefen die Gleise nach Dolores über die Hochebene nach Mancos und abwärts nach Durango.

## Galloping Goose

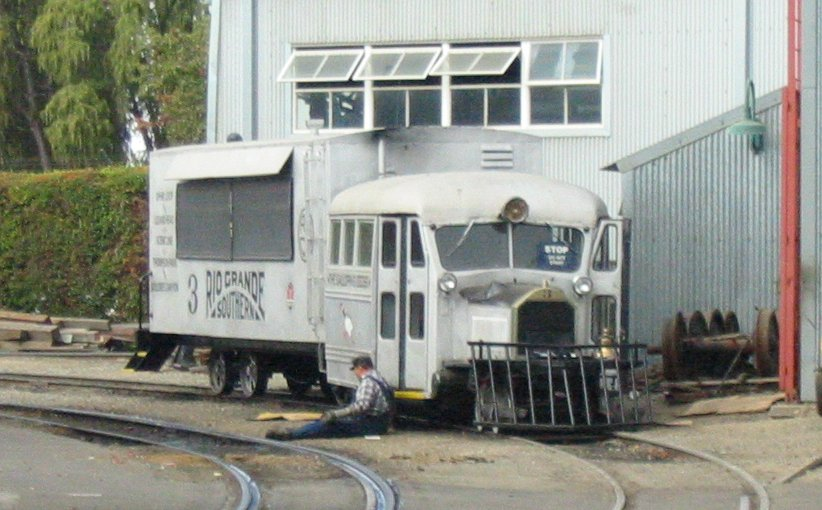
Galloping Goose Nr. 3 während einer Reparatur auf Knotts Berry Farm

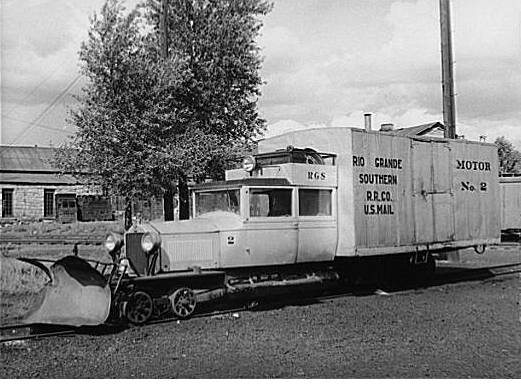
Galloping Goose 2, 1940

Während der Wirtschaftskrise (1929 bis 1941) wurde es schwierig, einen wirtschaftlichen Eisenbahnbetrieb im gebirgigen Gelände aufrechtzuerhalten. Die RGS fertigte daraufhin sieben Umbaufahrzeuge an, bei denen das Vorderteil von einem Straßenfahrzeug stammte und das hintere von einem Güterwaggon. Man nannte diese einmaligen Konstrukte „Galloping Geese“, „galoppierende Gänse“. Bis auf eine existieren alle jemals gebauten „Gänse“ noch heute.
| Goose | Baujahr | Typ          | Heutiger Standort                 |
| ----- | ------- | ------------ | --------------------------------- |
| Nr. 1 | 1931    | Buick        | Nachbau im Ridgway Railway Museum |
| Nr. 2 | 1931    | Buick        | Colorado Railroad Museum          |
| Nr. 3 | 1932    | Pierce-Arrow | Knott’s Berry Farm                |
| Nr. 4 | 1932    | Pierce-Arrow | Telluride                         |
| Nr. 5 | 1933    | Pierce-Arrow | Dolores (Colorado)                |
| Nr. 6 | 1934    | Pierce-Arrow | Colorado Railroad Museum          |
| Nr. 7 | 1936    | Buick        | Colorado Railroad Museum          |